# Мркли мрак
Мркли мрак (познат и као Хронике Ридика: Мркли мрак) (енгл. Pitch Black) је научно фантастични филм из 2000. који је режирао Дејвид Туи а сценарио су написали Џим и Кен Вит.
Главну улогу Ричарда Ридика, окорелог криминалца, тумачи Вин Дизел који је светску славу стекао управо овим филмом. 2004. године објављен је и наставак под називом Хронике Ридика.

## Прича
У 27. веку транспортни свемирски брод превози криминалца Ричарда Ридика (Вин Дизел) у нови затвор. Брод пролази кроз траг комете након чега се услед оштећења руши на наизглед пусти месец Хад који кружи око планете која се налази у соларном систему у чијем центру су три сунца. Ридик бежи а преживели на челу са пилотом летелице Каролином Фрај (Рада Мичел) крећу у потрагу за храном и склоништем. Ускоро, они откривају да на сваке 22 године долази до потпуног помрачења које траје неколико месеци услед којег иначе ноћна створења могу да изађу ван подземних пећина.

## Пријем код публике
Филм је примио мешовите критике успевајући да инкасира нешто више од 53 милиона долара на благајнама широм света.

## Наставак
Хронике Ридика из 2004 такође је режирао Дејвид Туи а исте године појавио се и истоимени анимирани филм. Филм је испратила и видео-игра која је 2009. доживела римејк.